# Villa Todsen

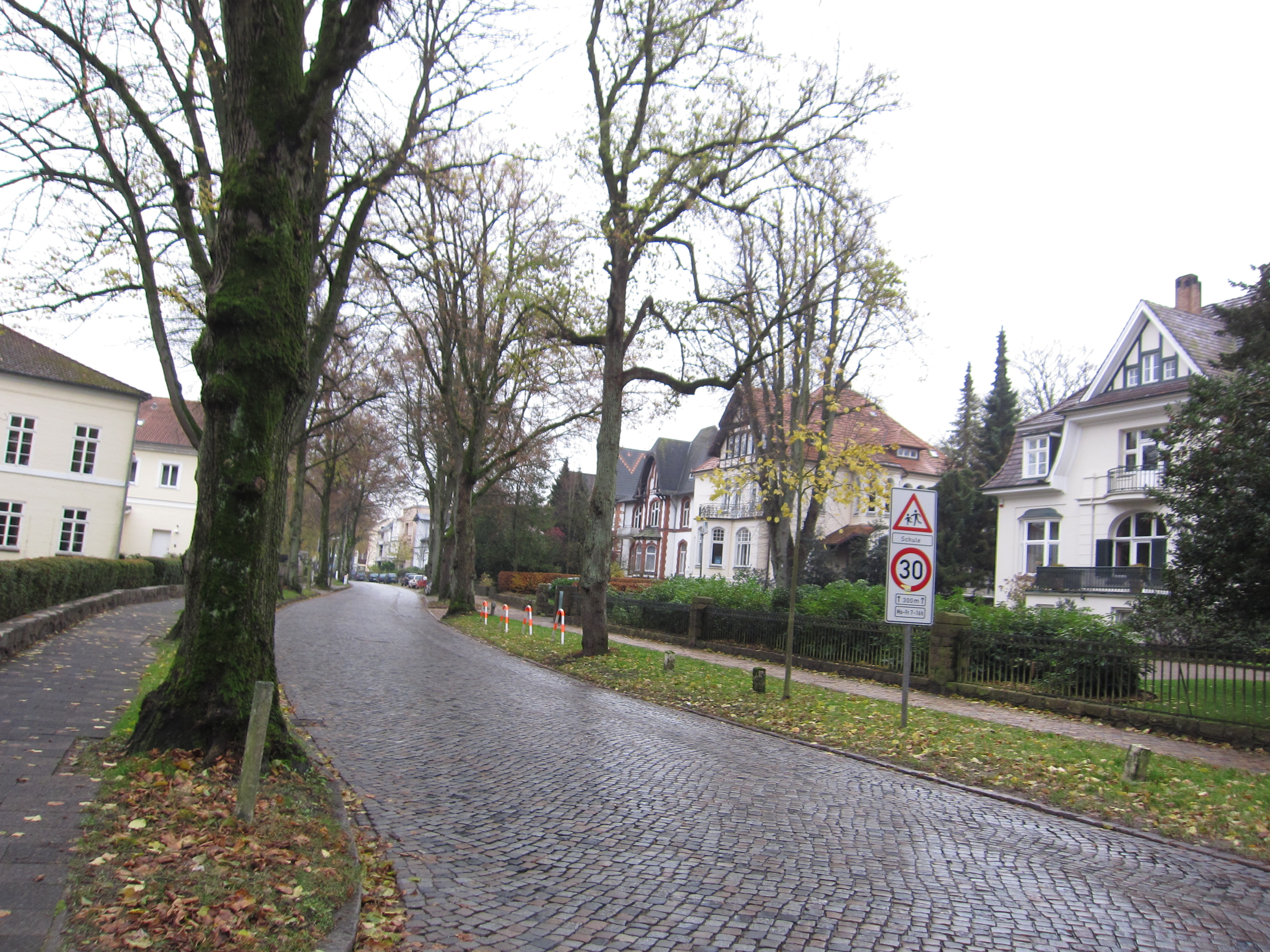
Die Allee, in der die Villa Todsen steht (2012).

Die Villa Todsen in Flensburg-Friesischer Berg in der Stuhrsallee Nr. 31 ist die ehemalige Villa des Flensburger Oberbürgermeisters Hermann Bendix Todsen. Die Villa aus dem Jahr 1899 gehört zu den Kulturdenkmalen der Stadt.

## Hintergrund
In der Preußenzeit Flensburgs begann sich eine rege Bautätigkeit in der wachsenden Stadt zu entfalten. Auch die Fördehänge an der Flensburger Innenstadt wurden bebaut. Gutbetuchte Bürger siedelten sich auf der Westlichen Höhe an. Auch Todsen ließ sich auf der Westseite der Stadt, am Rand des Stadtteils Westliche Höhe, eine Villa bauen. Sie wurde Ende des 19. Jahrhunderts durch den Architekten Alexander Wilhelm Prale errichtet. Der Architekt gestaltete die Villa als zweigeschossigen Putzbau mit schiefernem, auskragendem Walmdach sowie kontrastreichen Backsteinrahmungen, welche das Bauwerk gliedern. Die Straßenfassade wird bestimmt durch einen übergiebelten Mittelrisalit. Der Eingang erhielt eine Freitreppe auf der Nordseite. Im Inneren blieben wichtige Teile der ursprünglichen Ausstattung erhalten, darunter Treppenhaus mit farbig verglasten Treppenhausfenstern sowie Wohnräume mit Stuckdecke.